# Silicon Valley Technical Institute
Silicon Valley Technical Institute (SVTI) är en skola beläget mitt i Silicon Valley vid San Jose, Kalifornien, USA. SVTI programmen täcker en rad ämnen i Electronic Design, Semiconductor Technology, IC Packaging and Test, kommunikation och datorteknik.